# Roque del Oeste
El Roque del Oeste o Roque del Infierno (en mapas antiguos, El Roquete) es uno de los islotes del archipiélago Chinijo, en el océano Atlántico, al norte de Lanzarote. Administrativamente pertenece al municipio lanzaroteño de Teguise, en la provincia de Las Palmas, islas Canarias, España. Forma parte de los espacios protegidos del parque natural del archipiélago Chinijo y de la reserva natural integral de Los Islotes.